# .bn
.bn — в Інтернеті, національний домен верхнього рівня (ccTLD) для Брунею.

## Домени 2-го та 3-го рівнів
В цьому національному домені нараховується близько 1,610,000 вебсторінок (станом на січень 2009 року).
У наш час використовуються та приймають реєстрації доменів 3-го рівня такі доменні суфікси (відповідно, існують такі домени 2-го рівня):
| Суфікс  | Регламентовані користувачі                                            |
| ------- | --------------------------------------------------------------------- |
| .com.bn | Комерційні установи, корпорації                                       |
| .edu.bn | Наукові та дослідницькі установи, коледжі, університети або інститути |
| .gov.bn | Державні та урядові установи                                          |
| .net.bn | Провайдери, організації, пов'язані з мережами                         |
| .org.bn | Неприбуткові, неурядові організації                                   |